# Torneo de las Cinco Naciones 1920
El Torneo de las Cinco Naciones de 1920 (Five Nations Championship 1920) fue la 33° edición del principal Torneo de rugby del Hemisferio Norte.
El torneo se reanudó luego de 6 años debido a la Primera Guerra Mundial.
Él fue compartido entre las Selecciones de Escocia. Gales e Inglaterra,

## Clasificación
| Lugar | Selección  | Partidos | Partidos | Partidos  | Partidos | Puntos  | Puntos    | Puntos | Tabla de puntos |
| Lugar | Selección  | Jugados  | Ganados  | Empatados | Perdidos | A favor | En contra | dif.   | Tabla de puntos |
| ----- | ---------- | -------- | -------- | --------- | -------- | ------- | --------- | ------ | --------------- |
| 1     | Gales      | 4        | 3        | 0         | 1        | 58      | 23        | +35    | 6               |
| 1     | Escocia    | 4        | 3        | 0         | 1        | 37      | 18        | +19    | 6               |
| 1     | Inglaterra | 4        | 3        | 0         | 1        | 40      | 37        | +3     | 6               |
| 4     | Francia    | 4        | 1        | 0         | 3        | 23      | 26        | -3     | 2               |
| 5     | Irlanda    | 4        | 0        | 0         | 4        | 22      | 76        | -54    | 0               |

## Resultados
| 1 de enero | Francia | 0 - 5 | Escocia | París, |  |

| 17 de enero | Gales | 19 - 5 | Inglaterra | Swansea, |  |

| 31 de enero | Inglaterra | 8 - 3 | Francia | Londres, |  |

| 7 de febrero | Escocia | 9 - 5 | Gales | Edimburgo, |  |

| 14 de febrero | Irlanda | 11 - 14 | Inglaterra | Dublín, |  |

| 17 de febrero | Francia | 5 - 6 | Gales | París, |  |

| 28 de febrero | Escocia | 19 - 0 | Irlanda | Edimburgo, |  |

| 13 de marzo | Gales | 28 - 4 | Irlanda | Cardiff, |  |

| 20 de marzo | Inglaterra | 13 - 4 | Escocia | Londres, |  |

| 3 de abril | Irlanda | 7 - 15 | Francia | Dublín, |  |

## Premios especiales
- Copa Calcuta:  Inglaterra